# Marie-Thérèse Urvoy
Pour les articles homonymes, voir Urvoy.
Marie-Thérèse Urvoy, née le 10 octobre 1949 à Damas (Syrie), est une islamologue française.
Professeur émérite d'islamologie, d'histoire médiévale de l'islam, d'arabe classique et de philosophie arabe à l'Institut catholique de Toulouse, elle a enseigné l'islamologie et la philosophie arabe à l'Institut de philosophie comparée (IPC) de Paris. Elle a aussi été professeur associée à l'école doctorale de l'université Bordeaux-III, ainsi que membre du comité éditorial de la revue Islamochristiana éditée par l'Institut pontifical d'études arabes et d'islamologie.
Ses livres et articles concernent les domaines de la philologie, l'histoire de la pensée arabe, la mystique musulmane, le Coran, la contribution des chrétiens arabes d'Orient, et d'al-Andalus à la pensée philosophique, religieuse, scientifique. Elle est aussi « experte-consultante » auprès du Sénat et du Parlement.

## Biographie
Marie-Thérèse Urvoy est née à Damas. À l'époque de la transition du mandat français vers l'indépendance et la période qui a suivi, son père, ancien officier de l'armée française, a participé à la gestion des affaires françaises en Syrie, Liban. À Damas, elle a obtenu le double baccalauréat français et syrien, où pour ce dernier elle a eu comme enseignant Joseph Banna, professeur principal d'arabe à l'École normale de Damas (al-Taghiz). Reçue première au baccalauréat syrien en langue arabe pour les établissements privés, comme prix de ce résultat elle a reçu le titre de membre correspondant de l'Académie arabe de Damas (vénérable institution dans le monde arabe avec sa sœur du Caire).
Elle est l'épouse de Dominique Urvoy, professeur-chercheur en pensée et civilisation arabe, qu'elle a suivi dans sa carrière tout en poursuivant sa formation dans différentes disciplines. Son époux est d'abord nommé à l'Institut français d'études arabes de Damas. À Beyrouth elle est inscrite à l'Institut des lettres orientales (ILO) de l'université Saint-Joseph, où elle suit les enseignements d'islamologie du père jésuite Michel Allard, du père Henri Fleisch pour la langue arabe, et de S. Tahhan pour la linguistique, ainsi que les cours de Toshihiko Izutsu, du Père Jacques Jomier, et ceux de Régis Blachère dans ses derniers séminaires, alors qu'il était quasiment aveugle. Elle obtient ainsi une licence en langues orientales, et entreprend des études de lettres et d'anglais à l'Institut des lettres anglo-saxonnes de l'université américaine de Beyrouth, où elle acquiert les degrés Bachelor of Arts Lettres classiques, et Bachelor of Arts anglais.
Son époux est ensuite nommé (1970) « membre scientifique » de la Casa Velasquez de Madrid. Dans ce cadre, en tant que « membre libre », Marie Thérèse Urvoy peut alors bénéficier des moyens de cette institution dans les domaines des arts et des lettres. Cette situation lui donne l'occasion de travailler sur la question des « établissements des textes », matière complexe faisant intervenir des manuscrits de différentes sources, avec comparaison des versions manuscrites et éditées, l'objectif étant de pénétrer par la philologie dans la problématique de la logique interne du texte. Il s'agit de distinguer des filières permettant de remonter le cours des différenciations vers un éventuel original. Dans ce domaine, la première suggestion fut faite par Fernando de la Granja. Ce spécialiste lui proposa de travailler sur un document de l'Escorial, qui est l'unique manuscrit de la Risala bagdadiya de al-Shushtari. Ce séjour lui permet aussi des contacts avec l'arabisant Emilio García Gómez et l'hébraïsant Francisco Cantera Burgos (es). À cette époque, des aller-retour Madrid-Bordeaux lui permettent de bénéficier de l'enseignement de Dominique Sourdel professeur d’Histoire et civilisation islamiques à la Sorbonne et à l'Université de Bordeaux, ceci avec un emploi du temps adapté, car elle se trouvait être son unique étudiante à Bordeaux.
Lors d'un second séjour au Proche-Orient, elle retrouve le père Allard, et suit les enseignements de Fouad Ephrem Boustani (littérature) à Beyrouth, ainsi que ceux de Husam al-Hatib à Damas (littérature). Ce séjour lui donne l'occasion de compléter son cursus en suivant les cours du Cheik Kaftaro (plus tard Grand Mufti de Damas) à la faculté de la Sharia de l'Université de Damas. Un tel enseignement lui permet un contact direct avec l'islamologie telle qu'elle est pratiquée en milieu islamique, et appliquée aux musulmans arabes. À Damas, à la faveur de la Risala bagdadiya qu'elle étudie, Denis Gril découvre à Hama un lot de manuscrits dans lesquels se trouvait un texte de Nabulsi (en) sur l'auteur al-Shushtari, texte dont il proposa l'étude à Marie-Thérèse Urvoy. Lors d'un séjour au Sénégal, où son époux occupe un poste à l'université, elle s'engage bénévolement dans le Centre de la Promotion de la Femme Sénégalaise, et apprend le wolof, afin de pouvoir alphabétiser les femmes autochtones.
De retour en France, elle succède au père Jacques Jomier à l'Institut catholique de Toulouse. En 1986 elle est nommée professeur de cet institut. Auparavant son travail de recherche, sous la direction de Gérard Troupeau, lui avait permis d'obtenir le doctorat d'études arabes et islamologiques et le doctorat ès lettres et sciences humaines, tous deux à l'université Panthéon-Sorbonne. Depuis 1986, sa vie universitaire se partage entre son enseignement d'islamologie, d'histoire médiévale de l'islam, d'arabe classique, de philosophie arabe et islamique, et en parallèle la recherche, la rédaction de publications, la préparation de conférences, l'encadrement de recherches à l'École doctorale de l'université Lyon III (jusqu'en 2010), et de l'université Bordeaux III où elle a obtenu l'Habilitation à diriger des recherches (HDR) en 2000.
À propos du soufisme, elle dit qu'il est présenté comme un islam doux, spirituel et tolérant, alors que la langue et les arguments qu’il emploie sont exactement les mêmes que ceux des islamistes.

## Activités de recherche
- Philologie (établissement et éditions des textes médiévaux)
- Histoire de la pensée arabe (médiévale et actuelle)
- Différents aspects de la mystique musulmane, soit populaire autour de la figure d'Ahmad El Badawi, soit au contraire intellectualiste autour de celle de Mohammad Ibn Abd-al-Haq Ibn Sab’in
- Contribution des chrétiens arabes d'Orient ainsi que des chrétiens d'al-Andalus à la pensée philosophique, religieuse, scientifique.
- Coran: son action dans la formation de la certitude du croyant, son rôle dans la psychologie de ce dernier. Ces recherches ont été menées en duo avec Dominique Urvoy, la base étant une réflexion commune sur ce texte fondateur de l'islam, en partant d'approches différentes et complémentaires.

Pour son ouvrage Islamologie et monde islamique (qui contient l'essentiel de son activité de recherche), l'Académie des inscriptions et belles-lettres a décerné à Marie-Thérèse Urvoy le « prix du Budget » 2017, sur le sujet Études arabes et islamiques (l'un des ordres d'études de l'Académie).

## Équipe de recherche CISA
Marie-Thérèse Urvoy a fondé l'équipe de recherche CISA (Christianismes Islams et Sociétés Arabes) à l'Institut catholique de Toulouse en 2001. Ce groupe veut explorer les aspects culturels et sociétaux de l'islam et du christianisme. Réunissant une équipe plurinationale, il a pour vocation de représenter les deux valeurs majeures de qualité scientifique dans la recherche et d’idéal moral et spirituel animant ses membres[réf. souhaitée]. L'équipe a le souci constant de maintenir un niveau élevé d’enseignement et de recherche à l’Université. Elle regroupe des spécialistes en philosophie, en théologie et en islamologie. Plusieurs de ses travaux ont été publiés aux Éditions de Paris dans la collection « Studia Arabica ». Depuis 2019, l'équipe est hébergée à l'Institut Avicenne, en Hongrie.